# 布里顿-诺曼公司
布里顿-诺曼公司（缩写为BN）是一家英国航空工业公司，独立运营生产轻型飞机与大修、修理与合同分包业务。其研制生产的岛民飞机已经在120个国家销售了1300架。2019年4月，英国陆军装备的这些飞机移交给英国皇家空军的第一大队。

## 历史
公司两位创始人约翰·布里顿（John Britten）与德斯蒙德·诺曼原本是德哈維蘭公司的飞机设计师。1950年代中期基于德哈维兰虎蛾机为苏丹设计、制造农药喷洒机。此后，二人决定开始设计自己的轻型飞机。第一个产品是Britten-Norman BN-1 Finibee，一款单座轻型上单翼飞机。向几家飞机工业公司推广此飞机，但都被拒绝。,
布里顿与诺曼详尽分析了航空市场，认定存在对各种系统最简化、能在很短的简易跑道高密度起降的双发通用飞机需求，从而设计了BN-2 岛民飞机，于1965年首飞。该飞机取得了市场成功，五十多年一直外包在罗马尼亚生产。 
1960年代，成立一家生产气垫船的子公司Cushioncraft。它是世界上第二家制造出气垫船的。
1969年研发了BN-3单发四座轻型飞机与塞斯納172、Piper Cherokee竞争，但市场上并不成功。改进岛民飞机设计在1970年达到巅峰，推出了三发、更大航程与载重的版本Trislander；为此，于1975年公司荣获英国女王企业奖工业奖。

## 飞机目录

### 岛民飞机及其变种
- 岛民飞机 （在产）
- Britten-Norman Defender（英语：Britten-Norman Defender） (在产)
- Britten-Norman Trislander（英语：Britten-Norman Trislander） (1970年–1980年生产)